# Migdolus goyanus
Migdolus goyanus é uma espécie de coleóptero da tribo Anoplodermatini (Anoplodermatinae). Com distribuição restrita ao estado de Goiás  (Brasil).